# Loveline
Loveline è stato un programma televisivo di MTV Italia condotto da Camila Raznovich per le prime otto edizioni, e da Angela Rafanelli nella nona e ultima edizione, con la consulenza del sessuologo Marco Rossi per le prime quattro stagioni, della psicologa Laura Testa per la quinta, sesta, settima e l'ottava e del dottor Roberto Bernorio per la nona.

## Il programma
In un salotto rosso la conduttrice parla apertamente di sesso e sentimenti ad un pubblico composto principalmente da ragazzi. Durante la trasmissione il pubblico in studio (tramite bigliettini anonimi) e da casa (tramite telefono) può intervenire in diretta per chiarire i propri dubbi.

### Rubriche
Comprende varie rubriche al suo interno:
- Lovetour: rubrica che mostra luoghi e persone trasgressivi che hanno fatto della loro sessualità uno stile di vita.
- Contest: in ogni edizione veniva lanciato un contest. Il pubblico da casa veniva invitato a mandare i propri racconti erotici o fotografie e i lavori migliori venivano premiati.
- Le boudoir di Betony Vernon: la rubrica in cui l'artista e sex educator Betony Vernon apriva il suo esclusivo boudoir parigino per dare preziosi e ambiti consigli.
- Sex pop: rubrica in cui Filippo Nardi andava in giro per le città a fare delle domande inerenti sesso e sessualità alle persone, per vedere quanto il popolo fosse informato sull'argomento.
- School of sex: appuntamento in cui Filippo Nardi, in veste di professore, teneva delle lezioni a dei ragazzi ricreando l'ora di educazione sessuale che nella scuola vera non c'è.
- Lovestory: in ogni puntata la ragazza o il ragazzo protagonista di questa rubrica raccontava le proprie esperienze.

A fine puntata è da segnalare il cartone animato intitolato Pene e Vagina ideato da Fabrizio Biggio.

## Pene e Vagina
Pene & Vagina è un cartone animato ideato da Fabrizio Biggio ed animato e diretto da Simone Antonucci, trasmesso a fine puntata del programma Loveline. È composto da tre stagioni: la prima intitolata Le avventurine di Pene e Vagina, la seconda Le letterine di Pene e Vagina e la terza Le incredibili avventure di Pene e Vagina.

### Episodi

#### Prima stagione
| nº | Titolo italiano               | Prima Visione MTV |
| -- | ----------------------------- | ----------------- |
| 1  | Il primo incontro             | 2006              |
| 2  | Solo parlare                  | 2006              |
| 3  | L'esperienza omosessuale      | 2006              |
| 4  | Invito accettato              | 2006              |
| 5  | La prima volta                | 2006              |
| 6  | Cilecca                       | 2006              |
| 7  | Un po' di romanticismo        | 2006              |
| 8  | Una curiosità (prima parte)   | 2006              |
| 9  | Una curiosità (seconda parte) | 2006              |
| 10 | I giochi erotici              | 2006              |
| 11 | Siamo in crisi                | 2006              |
| 12 | Ano                           | 2006              |
| 13 | Famolo strano                 | 2006              |
| 14 | Altre esperienze              | 2006              |
| 15 | Matrimonio                    | 2006              |
| 16 | Punto G                       | 2006              |
| 17 | Dildo                         | 2006              |
| 18 | Sadomaso                      | 2006              |
| 19 | Periodo refrattario           | 2006              |
| 20 | Farla ridere                  | 2006              |
| 21 | Il sogno erotico              | 2006              |
| 22 | La masturbazione              | 2006              |
| 23 | Le dimensioni                 | 2006              |
| 24 | AIDS                          | 2006              |
| 25 | Sesso tantrico                | 2006              |
| 26 | La castità                    | 2006              |

#### Seconda stagione
| nº | Titolo italiano               | Prima Visione MTV |
| -- | ----------------------------- | ----------------- |
| 1  | L'ex                          | 30 gennaio 2007   |
| 2  | Coccole                       | 1º febbraio 2007  |
| 3  | Pene storto                   | 31 gennaio 2007   |
| 4  | Depilazione                   | 25 gennaio 2007   |
| 5  | Sesso orale                   | 23 gennaio 2007   |
| 6  | Calo del desiderio            | 24 gennaio 2007   |
| 7  | Richieste sessuali            | 13 febbraio 2007  |
| 8  | Primo appuntamento            | 6 febbraio 2007   |
| 9  | Fidanzamento                  | 8 febbraio 2007   |
| 10 | Luoghi dell'amore             | 7 febbraio 2007   |
| 11 | Pulizia                       | 15 febbraio 2007  |
| 12 | Masturbazione eccessiva       | 14 febbraio 2007  |
| 13 | Viagra                        | 27 febbraio 2007  |
| 14 | L'allungamento del pene       | 21 febbraio 2007  |
| 15 | Lui guarda sempre la TV       | 20 febbraio 2007  |
| 16 | Lui ragiona col pene          | 22 febbraio 2007  |
| 17 | Scambio di coppie             | 7 marzo 2007      |
| 18 | Bambola gonfiabile            | 28 febbraio 2007  |
| 19 | Donna non raggiunge l'orgasmo | 6 marzo 2007      |
| 20 | Guardare film porno           | 1º marzo 2007     |
| 21 | La letterina finale           | 8 marzo 2007      |

#### Terza stagione
| nº | Titolo italiano  | Prima Visione MTV |
| -- | ---------------- | ----------------- |
| 1  | Il travestitismo | 15 gennaio 2008   |
| 2  | Bondage          | 16 gennaio 2008   |
| 3  | Farlo in acqua   | 22 gennaio 2008   |
| 4  | Passione         | 23 gennaio 2008   |
| 5  | Circoncisione    | 24 gennaio 2008   |
| 6  | Vagina urlatrice | 29 gennaio 2008   |
| 7  | Coito interrotto | 30 gennaio 2008   |
| 8  | Tradimento       | 31 gennaio 2008   |
| 9  | Trascurarsi      | 5 febbraio 2008   |
| 10 | Lavori di casa   | 6 febbraio 2008   |
| 11 | Amore in chat    | 7 febbraio 2008   |
| 12 | San Valentino    | 14 febbraio 2008  |
| 13 | Androloga        | 27 febbraio 2008  |
| 14 | L'ultima puntata | 28 febbraio 2008  |

## Editoria
Nel 2004 al programma è stato prodotto un libro intitolato Loveline Il sesso affrontato senza morbosità o imbarazzo, scritto da Camila Raznovich e Marco Rossi per le edizioni Baldini Castoldi Dalai Editore.